# António José de Ávila

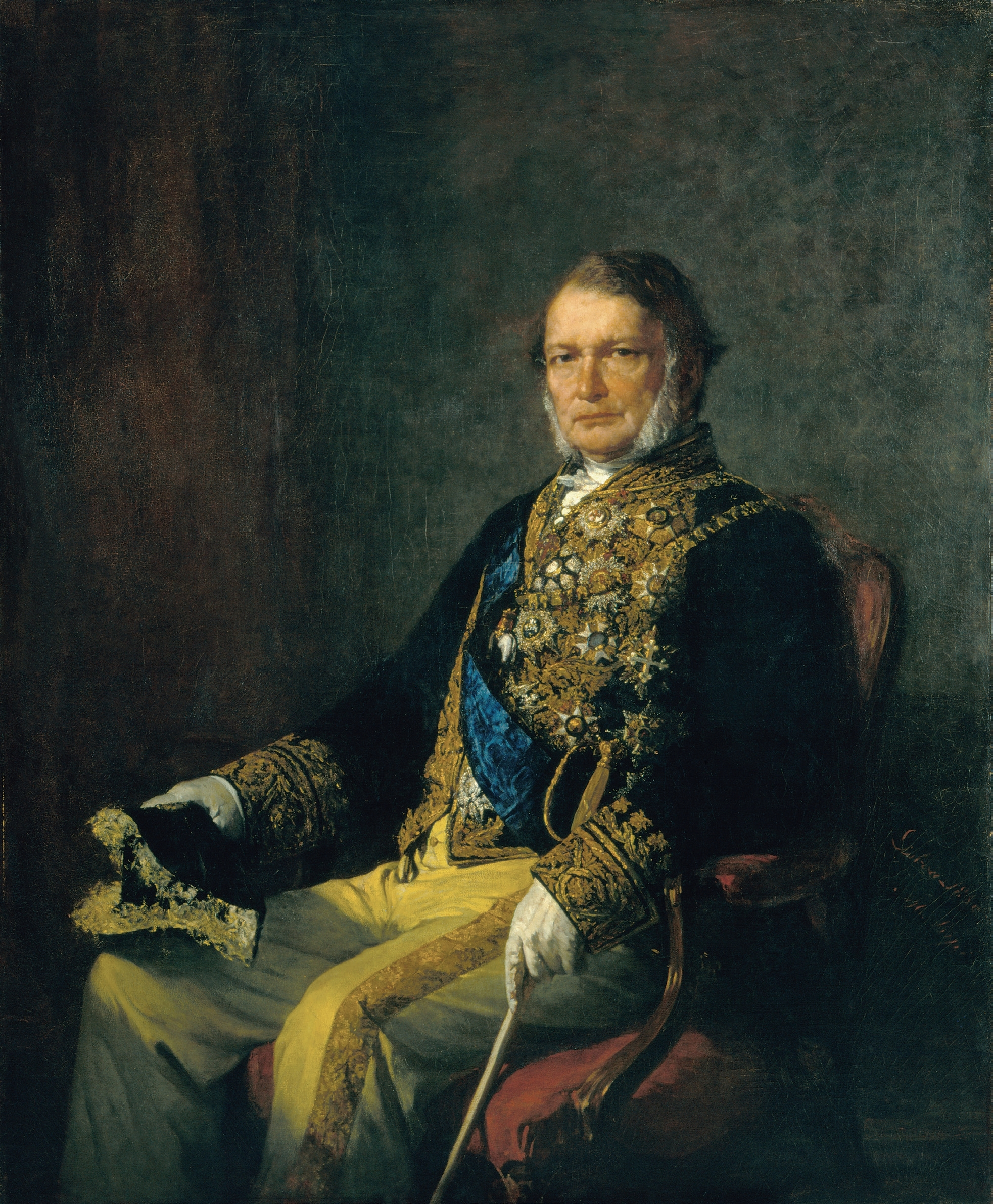
António José de Ávila in 1880.

António José de Ávila, 1ste hertog en 1ste markies van Ávila en Bolama (Faial, 8 mei 1806 - Lissabon, 3 mei 1881) was een Portugees conservatief politicus ten tijde van de monarchie. Hij was onder andere minister van Financiiên en driemaal premier van zijn land.

## Levensloop
Vanaf zijn vijftiende studeerde hij filosofie aan de Universiteit van Coimbra. Omdat hij een tegenstander was van de absolutistische regering van koning Michaël I, bracht hij enkele jaren door in Parijs, waar hij geneeskunde studeerde. Tijdens de Miguelistenoorlog ging hij in 1832 terug naar zijn geboortestreek, de Azoren, om er de liberalen te ondersteunen. Hij werd er een belangrijke en invloedrijke communale politicus. 
Na het einde van de oorlog werd hij in 1834 verkozen tot lid van het Portugese Parlement, de Cortes, en zou er onafgebroken blijven zetelen tot in 1860. Hij behoorde er tot de cartisten, hevige tegenstanders van de setembristen, die vanaf 1836 de macht hadden in Portugal. Nadat de setembristische periode in 1841 ten einde kwam en cartist Joaquim António de Aguiar van 1841 tot 1842 premier werd, werd hij minister van Financiën. Hij had deze functie ook in de regeringen van António José Severim de Noronha (1842-1846, 1851), António Bernardo da Costa Cabral (1849-1851), Nuno José Severo de Mendoça Rolim de Moura Barreto (1857-1859 en 1860-1862) en Bernardo de Sá Nogueira de Figueiredo (1865 en 1870). Nadat in 1868 de regering van Joaquim António de Aguiar na de januariprotesten ten val kwam, werd hij voor het eerst zelf premier van Portugal.
Als premier schafte de Ávila de hoge belastingen, die tot de januariprotesten geleid hadden, weer af, maar dit zorgde voor financiële moeilijkheden, waardoor zijn regering later in 1868 ten val kwam. Van 1870 tot 1871 was hij voor de tweede keer premier van Portugal, waarna hij opgevolgd werd door António Maria de Fontes Pereira de Melo. Vervolgens volgde hij Nuno José Severo de Mendoça Rolim de Moura Barreto op als voorzitter van de Senaat. Van 1877 tot 1878, toen Fontes wegens algemene ontevredenheid in Portugal aftrad als premier, was hij voor een derde maal premier van Portugal. In 1878 gaf hij het premierschap opnieuw door aan Fontes, waarna hij de politiek verliet. In hetzelfde jaar werd hij opgenomen in de Portugese adel als hertog van Ávila en Bolama.
- Gemeinsame Normdatei: 131706047
- International Standard Name Identifier: 0000 0000 6687 0691
- Library of Congress Control Number: n88175430
- Virtual International Authority File: 38058091
- WorldCat: E39PBJqk69qBtrhMVtBxB9tkDq